# Cystidicola farionis
Cystidicola farionis is een rondwormensoort uit de familie van de Cystidicolidae. De wetenschappelijke naam van de soort is voor het eerst geldig gepubliceerd in 1798 door Fischer.